# 27396 Сюдзі
27396 Сюдзі (27396 Shuji) — астероїд головного поясу, відкритий 13 березня 2000 року.
Тіссеранів параметр щодо Юпітера — 3,068.
Названо на честь Сюдзі (яп. しゅうじ(修二) сю:дзі).